# Abdón Cifuentes
Abdón Cifuentes Espinoza, GdG (San Felipe 16 mei 1835 - Santiago 14 april 1928) was een Chileens politicus. Hij geldt als een van de meest invloedrijke Chileense katholieke politici van de negentiende eeuw.
Hij studeerde aan het Instituto Nacional en de Universiteit van Chili. Hij promoveerde in 1861. Hij was vervolgens hoogleraar aan het Colegio San Luis en daarna aan het Instituto Nacional. In 1882 werd hij lid van de faculteit wijsbegeerte en geesteswetenschappen aan de Universiteit van Chili. Cifuentes werd in 1889 benoemd tot hoogleraar constitutioneel recht aan de Katholieke Universiteit van Chili.
Cifuentes schreef regelmatig bijdragen in verscheidene katholieke kranten en periodieken en droeg bij aan de verbetering van de kwaliteit van de katholieke pers zodat deze zich op termijn kon meten aan de liberale pers. Met een student van hem, Zorobabel Rodríguez (1845-1901), richtte hij het dagelijks nieuwsblad El Independiente (De Onafhankelijke) op (1864). In 1867 richtte hij de Sociedad de Amigos del País (Genootschap voor Vrienden van het Land) op. In 1883 was hij betrokken bij de oprichting van de Unión Católica de Chile (Katholieke Unie van Chili).
Hij was lid van de Kamer van Afgevaardigden (1867-1892) en daarna van de Senaat (1892-1908?) voor de Partido Conservador (Conservatieve Partij, PCon). Van 1871 tot 1873 was hij minister van Justitie, Eredienst en Onderwijs in het coalitiekabinet van liberalen en conservatieven onder president Federico Errázuriz Zañartu. Tijdens zijn ministerschap werd een wet aangenomen die het katholieke scholen mogelijk maakte om zelf tentamens af te nemen die toegang tot het universitair onderwijs gaven (1872). Tot dan toe mocht alleen het Instituto Nacional deze tentamens afnemen. Dit leidde tot een ernstig conflict tussen de minister en de rector van het Insituto Nacional, Diego Barros. De minister bewerkstelligde het ontslag van Barros waarna onlusten uitbraken en aanhangers van Barros naar het huis van Cifuentes trokken om verhaal te halen. Politie voorkwam dat het tot gewelddadigheden kwam. Cifuentes meende dat de liberale coalitiepartner te weinig afstand hadden gedaan van Barros - die lid was van de liberale partij - en trad als minister af. Hiermee kwam een einde aan de coalitie van liberalen en conservatieven die tot dan toe het land regeerden, omdat Cifuentes de enige conservatieve minister was.
Als senator nam hij deel aan het verzet tegen de autoritaire president José Manuel Balmaceda en was medeopsteller van de manifest dat opriep de afzettingsprocedure in gang te zetten (1891).
In 1919 ontving hij de Orde van Sint-Gregorius de Grote, de hoogste Vaticaanse onderscheiding voor niet-geestelijken.
Hij was getrouwd (1864) met Luz Gómez Ortiz (1849-1918) en had dertien kinderen.